# Loffre
Loffre est une commune française, située dans le département du Nord (59) en région Hauts-de-France.

## Géographie

### Localisation
Loffre est un village de l'Ostrevent dans l'ancien Bassin minier du Nord-Pas-de-Calais. Il est situé à vol d'oiseau à 7 km à k'est de Douai, 31 km au sud de Lille, 21 km au sud-ouest de la frontière Franco-belge et 32 km de Tournai, 25 km à l'ouest de Valenciennes et 21 km au nord de Cambrai.
Le sentier de grande randonnée GR 121 y passe.
La commune se trouve dans l'aire d'attraction de Douai, ainsi que dans sa zone d'emploi et dans son bassin de vie.

### Communes limitrophes
Les communes limitrophes sont  Dechy, Guesnain, Lewarde, Masny et Montigny-en-Ostrevent.
|          | Montigny-en-Ostrevent |       |
| Guesnain | Loffre                |       |
|          | Lewarde               | Masny |

### Géologie et relief
La superficie de la commune est de 2,60 km2 ; son altitude varie de 20  à   39 mètres.

### Hydrographie

#### Réseau hydrographique

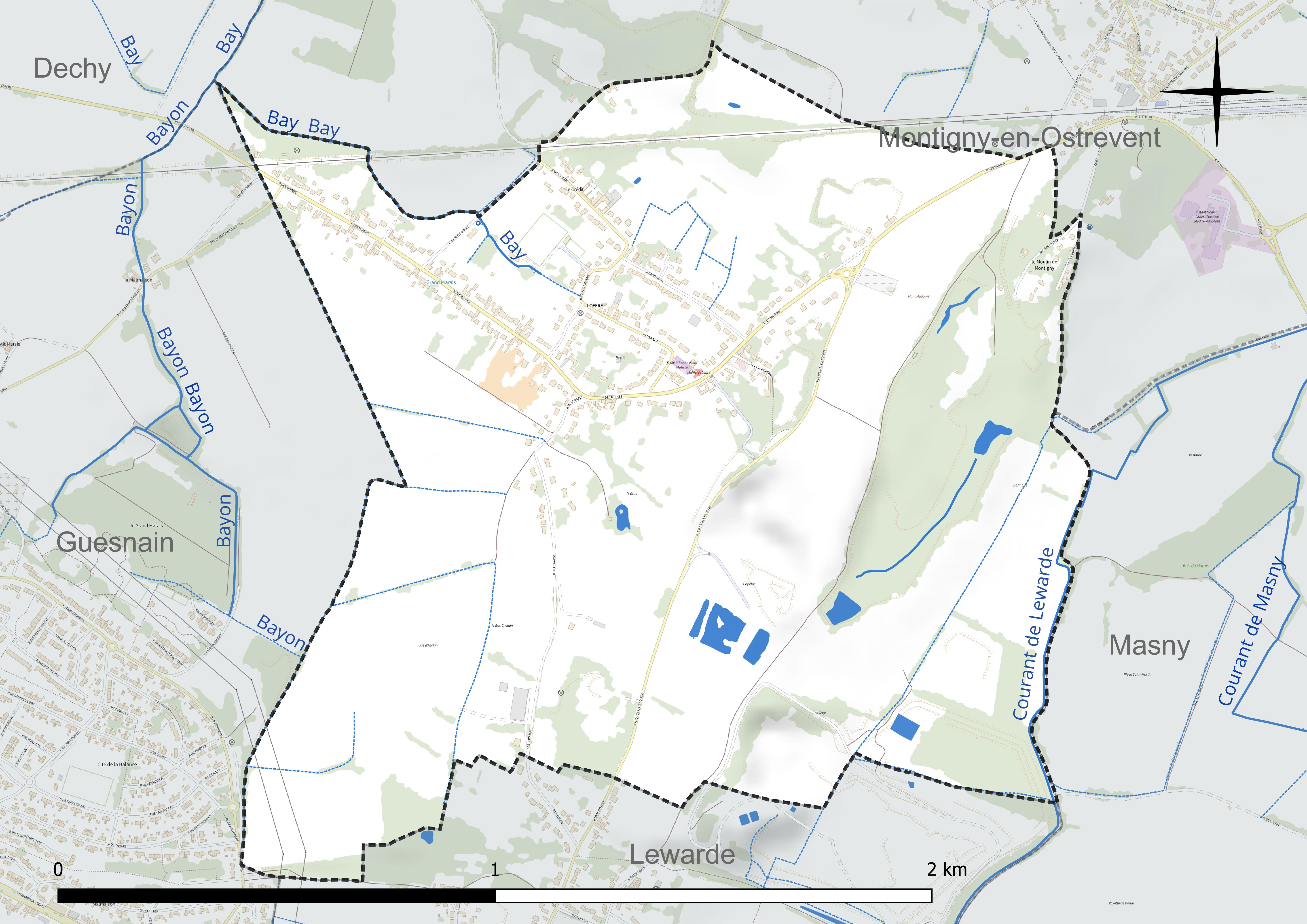
Réseau hydrographique de Loffre.

La commune est située dans le bassin Artois-Picardie.
Elle est drainée par le Bay, le Bayon, le Courant de Lewarde, le Courant de lewarde et divers autres petits cours d'eau,.

#### Gestion et qualité des eaux
Le territoire communal est couvert par le schéma d'aménagement et de gestion des eaux (SAGE) « Scarpe aval ». Ce document de planification concerne un territoire de 624 km2 de superficie, délimité par le bassin versant de la Scarpe aval, comprenant la Pévèle, la plaine de la Scarpe et le bassin minier avec l'Ostrevent. Le périmètre a été arrêté le 18 mars 1997 et le SAGE proprement dit a été approuvé le 12 mars 2009, puis révisé le 5 juillet 2021. La structure porteuse de l'élaboration et de la mise en œuvre est le parc naturel régional Scarpe-Escaut.
La qualité des cours d'eau peut être consultée sur un site dédié géré par les agences de l'eau et l'Agence française pour la biodiversité.

### Climat
Pour des articles plus généraux, voir Climat des Hauts-de-France et Climat du Nord.
En 2010, le climat de la commune est de type climat océanique dégradé des plaines du Centre et du Nord, selon une étude du CNRS s'appuyant sur une série de données couvrant la période 1971-2000. En 2020, Météo-France publie une typologie des climats de la France métropolitaine dans laquelle la commune est exposée à un climat océanique et est dans la région climatique Nord-est du bassin Parisien, caractérisée par un ensoleillement médiocre, une pluviométrie moyenne régulièrement répartie au cours de l'année et un hiver froid (3 °C).
Pour la période 1971-2000, la température annuelle moyenne est de 10,6 °C, avec une amplitude thermique annuelle de 14,6 °C. Le cumul annuel moyen de précipitations est de 684 mm, avec 12,2 jours de précipitations en janvier et 9 jours en juillet. Pour la période 1991-2020, la température moyenne annuelle observée sur la station météorologique la plus proche, située sur la commune de Douai à 7 km à vol d'oiseau, est de 11,0 °C et le cumul annuel moyen de précipitations est de 729,2 mm,. Pour l'avenir, les paramètres climatiques de la commune estimés pour 2050 selon différents scénarios d'émission de gaz à effet de serre sont consultables sur un site dédié publié par Météo-France en novembre 2022.

## Urbanisme

### Typologie
Au 1er janvier 2024, Loffre est catégorisée ceinture urbaine, selon la nouvelle grille communale de densité à sept niveaux définie par l'Insee en 2022.
Elle est située hors unité urbaine. Par ailleurs la commune fait partie de l'aire d'attraction de Douai, dont elle est une commune de la couronne,. Cette aire, qui regroupe 61 communes, est catégorisée dans les aires de 50 000 à moins de 200 000 habitants,.

### Occupation des sols

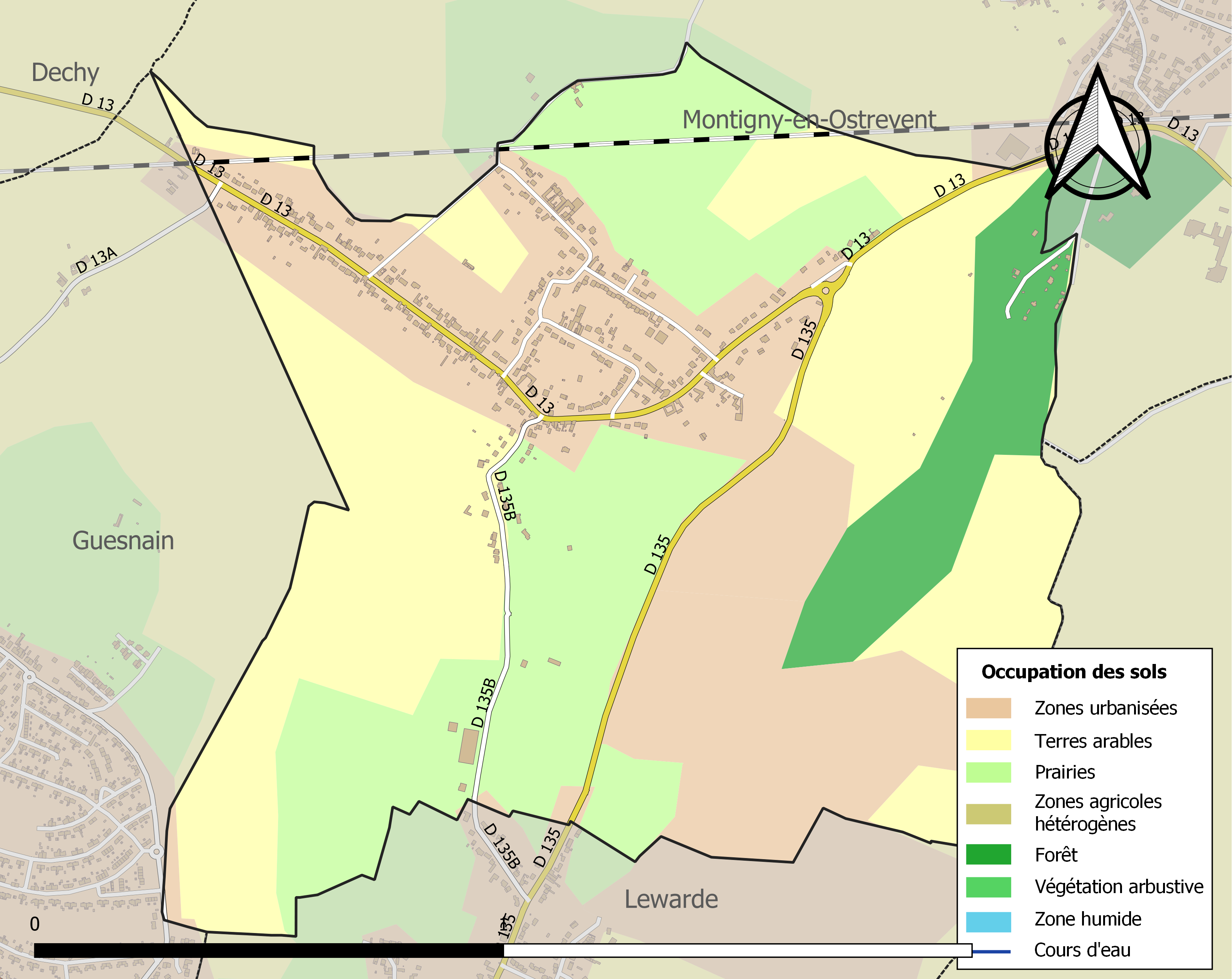
Carte des infrastructures et de l'occupation des sols de la commune en 2018 (CLC).

L'occupation des sols de la commune, telle qu'elle ressort de la base de données européenne d'occupation biophysique des sols Corine Land Cover (CLC), est marquée par l'importance des territoires agricoles (59,4 % en 2018), en diminution par rapport à 1990 (71,3 %).
La répartition détaillée en 2018 est la suivante : terres arables (34,2 %), prairies (25,2 %), zones urbanisées (21,8 %), mines, décharges et chantiers (11 %), forêts (7,8 %).
L'évolution de l'occupation des sols de la commune et de ses infrastructures peut être observée sur les différentes représentations cartographiques du territoire : la carte de Cassini (XVIIIe siècle), la carte d'état-major (1820-1866) et les cartes ou photos aériennes de l'IGN pour la période actuelle (1950 à aujourd'hui).

### Habitat et logement
En 2021, le nombre total de logements dans la commune était de 314, alors qu'il était de 300 en 2016 et de 292 en 2011.
Parmi ces logements, 94,5 % étaient des résidences principales, 0,3 % des résidences secondaires et 5,2 % des logements vacants. Ces logements étaient pour 96,7 % d'entre eux des maisons individuelles et pour 2,9 % des appartements.
Le tableau ci-dessous présente la typologie des logements à Loffre en 2021 en comparaison avec celle du Nord et de la France entière. Une caractéristique marquante du parc de logements est ainsi la faible proportion des résidences secondaires et logements occasionnels (0,3 %) par rapport au département (1,8 %) et à la France entière (9,7 %).
| Typologie                                               | Loffre | Nord | France entière |
| ------------------------------------------------------- | ------ | ---- | -------------- |
| Résidences principales (en %)                           | 94,5   | 90,9 | 82,2           |
| Résidences secondaires et logements occasionnels (en %) | 0,3    | 1,8  | 9,7            |
| Logements vacants (en %)                                | 5,2    | 7,4  | 8,1            |

### Voies de communication et transports

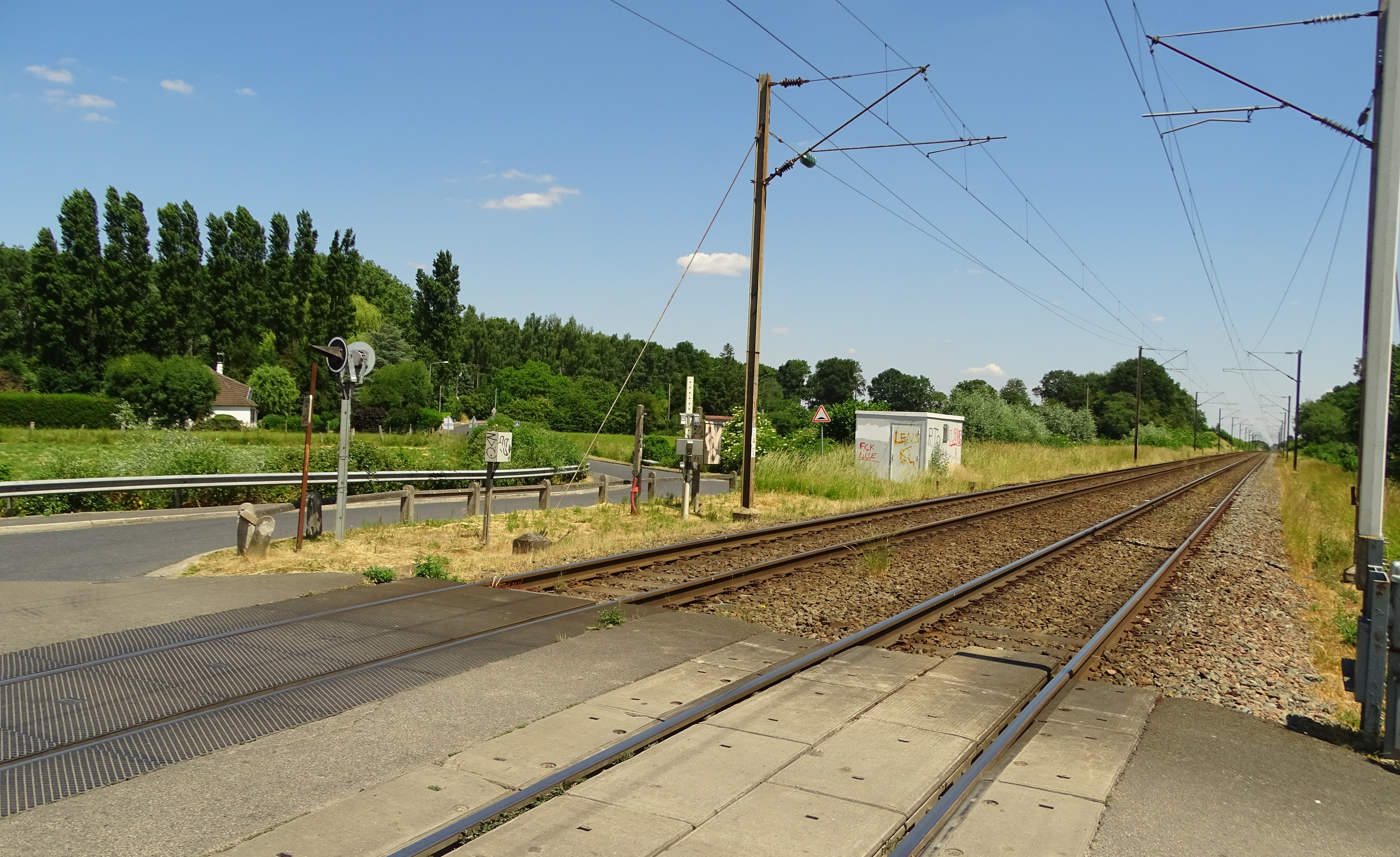
La voie ferrée au passage à niveau no 109.

Le village est aisément accessible depuis l'autoroute A21 (France), et est desservie par la RD 13 qui assure la liaison avec Douai et Somain.
Loffre est traversée par la ligne de Douai à Blanc-Misseron, mais la station  de chemin de fer la plus proche est la gare de Montigny-en-Ostrevent, desservie par des trains TER Hauts-de-France, qui effectuent des missions entre les gares de Lille-Flandres et de Saint-Quentin, ou de Douai et de Valenciennes
La commune est desservie par la ligne 12 du réseau de transport Évéole.

## Histoire

### Moyen Âge
Dès 1186, la plus grande partie des terres appartenait à l'Abbaye d'Anchin de Pecquencourt qui y exerçait la juridiction

### Temps modernes
Loffre fut longtemps un hameau dépendant de Lewarde situé dans la châtellenie de Bouchain en Hainaut.
Apparemment le village ne comportait pas d'église au début du XVIIe siècle. Sur le plan  du 12 mai 1738 dessiné par Deforest, il apparaît qu'il existait à Loffre une très importante zone marécageuse. On dénombrait 17 habitations dans le hameau.[réf. nécessaire]

### Révolution française et Empire
C'est en 1790, après la Révolution que Loffre devient une commune indépendante

### Époque contemporaine
En 1820, sur le plan cadastral de la commune, il apparaît que les marais ont été asséchés et que la zone de terres labourables est importante. L'étude effectuée à partir de la matrice cadastrale montre que le village possède 34 habitations, de nombreux jardins, près et vergers ainsi que des bois et de la lande.
À cette époque deux sablières étaient en exploitation : une au lieu-dit « La croisette » et l'autre au « Mont Quennelez ». On dénombrait dans la commune : 16 fermiers, 4 cabaretiers, un sabotier, un tonnelier et quelques ouvriers (des piqueurs de grès qui travaillaient dans les sablières). Le village possédait aussi un moulin situé au lieu-dit le Moulin qui était exploité par Nicolas Brabant de Montigny.
1880 : le village comptait 48 habitations, quelques bâtiments ruraux, trois moulins à vent  étaient en activité sur le territoire ainsi que huit sablières. 188 personnes habitaient  Loffre à cette époque. 
Dans la commune on dénombrait  21 agriculteurs, 4 cabaretiers, un chiffonnier, un forgeron, un meunier, un couvreur, un charron, un marchand de levure et quelques ouvriers dont des tailleurs de grès qui travaillaient dans les carrières.
En 1887, la municipalité de Charles Grimbert décide la construction d'une mairie.
1921 : à cette époque, 222 personnes habitaient le village. 
Loffre  comptait 12 agriculteurs, 10 estaminets, un cordonnier, un épicier, un tourneur en bois, un menuisier, un couvreur.
3 sablières étaient en exploitation sur le territoire.
Les municipalités d'Alphonse Poulet réalisent l'installation de l'électricité dans la plupart des rues du village à partir de 1932, la création du nouveau cimetière  en 1949 et l'adduction en eau potable à partir de 1963. L'école est étendue d'un préfabriqué en 1965 et le foyer des jeunes est créé en 1971. L'éclairage public est réalisé en 1974.
1978 : D'après l'étude effectuée à l'époque par Peter Ritschel, étudiant allemand de Karlsruhe, Loffre était une commune de 620 habitants se répartissant en 150 familles environ. L'évolution de la commune a été extrêmement lente. En effet, toutes les communes qui l'entouraient se sont développées grâce à l'exploitation du charbon.
Aux environs de 1900, la population ouvrière du douaisis se déplaçait à proximité des mines et des usines.
Loffre restait épargnée par ces implantations, ce qui explique que pendant la première moitié du XXe siècle il n'y eut que quelques constructions nouvelles dans le village. Loffre conservait ainsi son aspect rural, le cadre y restait agréable. Malgré sa situation au sein du bassin minier le paysage très campagnard continuait à contraster avec les rudes paysages industriels des environs. C'est avec la modernisation des moyens de communication, après 1950, que les habitants des communes voisines plus industrialisées ont cherché à s'éloigner du cadre de leur lieu de travail, préférant les zones rurales aux paysages plus rieurs.
En vingt ans la population a doublé. Dix familles travaillaient dans la commune.
En 1982, l'assainissement est installé, dont les eaux usées sont traitées à la station d'épuration de Lewarde
En 2009, dans la commune une sablière est en cours d'exploitation et deux agriculteurs éleveurs continuent leur activité.
Au fil du temps, Loffre a changé, cette commune à vocation agricole s'est transformée en village pavillonnaire.

## Politique et administration

### Rattachements administratifs et électoraux

#### Rattachements administratifs
La commune se trouve dans l'arrondissement de Douai du département du Nord.
Elle faisait partie depuis 1801 du canton de Douai-Sud. Dans le cadre du redécoupage cantonal de 2014 en France, cette circonscription administrative territoriale a disparu, et le canton n'est plus qu'une circonscription électorale.

#### Rattachements électoraux
Pour les élections départementales, la commune fait partie depuis 2014 du canton d'Aniche
Pour l'élection des députés, elle fait partie de la seizième circonscription du Nord.

### Intercommunalité
Loffre était membre de la  communauté de Communes de l'Est du Douaisis (CCED), un établissement public de coopération intercommunale (EPCI) à fiscalité propre créé fin 2000 et auquel la commune a transféré un certain nombre de ses compétences, dans les conditions déterminées par le code général des collectivités territoriales.
En 2006, cette intercommunalité prend le nom de communauté de communes Cœur d'Ostrevent puis, en 2025, se transforme en communauté d'agglomération sous la dénomination de communauté d'agglomération Cœur d'Ostrevent. La commune en est donc membre.

### Tendances politiques et résultats
Lors du premier tour des élections municipales le 15 mars 2020, quinze sièges sont à pourvoir ; on dénombre 585 inscrits, dont 241 votants (41,20 %), 4 votes blancs (1,66 %) et 232 suffrages exprimés (96,27 %). Tous les sièges sont pourvus dès le premier tour, ce qui inclut le maire sortant Éric Gouy, qui toutefois récolte le plus faible nombre de suffrages exprimés avec 217 voix,.

### Liste des maires
| Période   | Période                    | Identité               | Étiquette | Qualité |
| --------- | -------------------------- | ---------------------- | --------- | --- |
| 1790      | 1791                       | Hubert Manin           |           | |
| 1791      | 1792                       | Pierre Miens           |           | |
| 1792      | 1816                       | Pierre-Michel Caron    |           | |
| 1816      | 1817                       | Pierre Miens           |           | |
| 1818      | 1835                       | Pierre-Antoine Caron   |           | |
| 1835      | 1848                       | Guislain Legrand       |           | |
| 1848      | 1870                       | Pierre-Joseph Caron    |           | |
| 1870      | 1887                       | Aimable Blanchart      |           | |
| 1887      | 1888                       | Pierre-François Debève |           | |
| mai 1888  | octobre 1895               | Charles Grimbert       |           | Avocat au barreau de Douai puis journaliste Propriétaire du château Chevalier de l'Ordre de Saint-Grégoire-le-Grand Mort en fonction |
| 1895      | 1904                       | Jules Poutrain         |           | |
| 1904      | 1919                       | Philippe Poulet        |           | |
| 1919      | 1929                       | François Fauqueux      |           | |
| 1929      | 1977                       | Alphonse Poulet        |           | Fils de Philippe Poulet, agriculteur Chevalier de la Légion d’Honneur Croix du combatant                                             |
| mars 1977 | mars 1989                  | Jean-Marie Chœur       |           | |
| mars 1989 | mars 2014                  | Yves Brillon           |           | |
| mars 2014 | En cours (au 24 juin 2024) | Éric Gouy              | SE        | Réélu pour le mandat 2020-2026 |

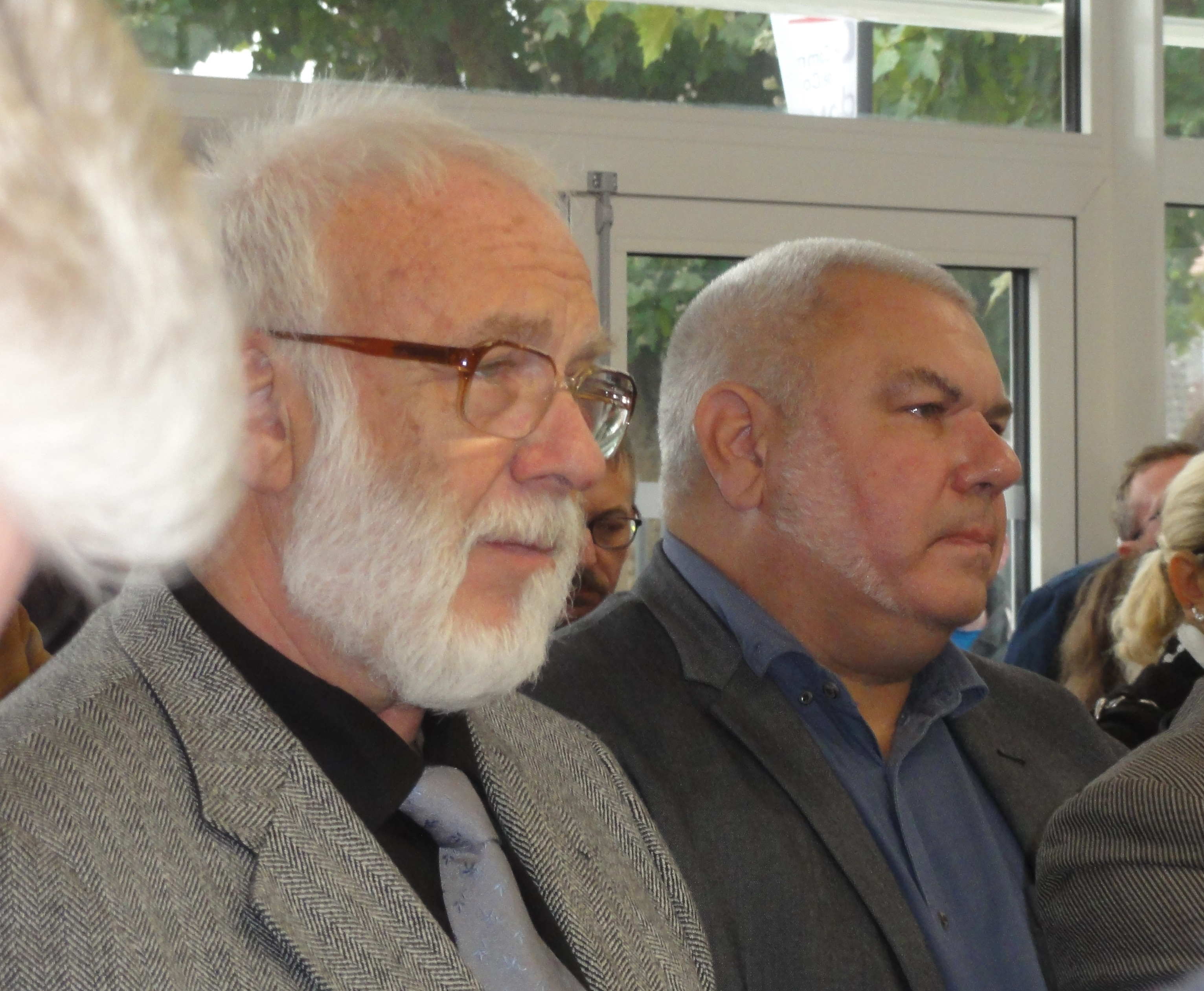
Le maire de Rieulay Marc Delécluse avec Éric Gouy en octobre 2019.

## Équipements et services publics
La mairie est agrandie et rénovée en 1999.
La commune dispose depuis 1994 d'une salle polyvalente.

### Espaces publics
La commune a obtenue en 2022 sa première Fleur  au Concours des villes et villages fleuris.

### Enseignement
L'école maternelle et primaire Henri-Matisse, construite en 1988 scolarise les enfants de la commune,.

### Santé et solidarité
Loffre s'est dotée d'un foyer rural en 2004

## Population et société

### Démographie

#### Évolution démographique
L'évolution du nombre d'habitants est connue à travers les recensements de la population effectués dans la commune depuis 1793. Pour les communes de moins de 10 000 habitants, une enquête de recensement portant sur toute la population est réalisée tous les cinq ans, les populations de référence des années intermédiaires étant quant à elles estimées par interpolation ou extrapolation. Pour la commune, le premier recensement exhaustif entrant dans le cadre du nouveau dispositif a été réalisé en 2004.

En 2022, la commune comptait 717 habitants, en évolution de −2,71 % par rapport à 2016 (Nord : +0,51 %, France hors Mayotte : +2,11 %).
| 1793 | 1800 | 1806 | 1821 | 1831 | 1836 | 1841 | 1846 | 1851 |
| ---- | ---- | ---- | ---- | ---- | ---- | ---- | ---- | ---- |
| 120  | 114  | 128  | 141  | 185  | 186  | 161  | 168  | 181  |

| 1856 | 1861 | 1866 | 1872 | 1876 | 1881 | 1886 | 1891 | 1896 |
| ---- | ---- | ---- | ---- | ---- | ---- | ---- | ---- | ---- |
| 202  | 208  | 217  | 204  | 188  | 198  | 208  | 222  | 248  |

| 1901 | 1906 | 1911 | 1921 | 1926 | 1931 | 1936 | 1946 | 1954 |
| ---- | ---- | ---- | ---- | ---- | ---- | ---- | ---- | ---- |
| 236  | 249  | 222  | 236  | 248  | 248  | 319  | 311  | 284  |

| 1962 | 1968 | 1975 | 1982 | 1990 | 1999 | 2004 | 2006 | 2009 |
| ---- | ---- | ---- | ---- | ---- | ---- | ---- | ---- | ---- |
| 357  | 388  | 511  | 611  | 702  | 726  | 760  | 758  | 755  |

| 2014 | 2019 | 2022 | - | - | - | - | - | - |
| ---- | ---- | ---- | - | - | - | - | - | - |
| 747  | 714  | 717  | - | - | - | - | - | - |

#### Pyramide des âges
La population de la commune est relativement âgée.
En 2018, le taux de personnes d'un âge inférieur à 30 ans s'élève à 28,6 %, soit en dessous de la moyenne départementale (39,5 %). À l'inverse, le taux de personnes d'âge supérieur à 60 ans est de 32,0 % la même année, alors qu'il est de 22,5 % au niveau départemental.
En 2018, la commune comptait 359 hommes pour 363 femmes, soit un taux de 50,28 % de femmes, légèrement inférieur au taux départemental (51,77 %).
Les pyramides des âges de la commune et du département s'établissent comme suit.
| Hommes | Classe d’âge | Femmes |
| ------ | ------------ | ------ |
| 0,8    | 90 ou +      | 1,4    |
| 8,7    | 75-89 ans    | 8,4    |
| 20,0   | 60-74 ans    | 24,5   |
| 25,9   | 45-59 ans    | 23,4   |
| 15,5   | 30-44 ans    | 14,2   |
| 13,8   | 15-29 ans    | 15,6   |
| 15,2   | 0-14 ans     | 12,5   |

| Hommes | Classe d’âge | Femmes |
| ------ | ------------ | ------ |
| 0,5    | 90 ou +      | 1,4    |
| 5,3    | 75-89 ans    | 8,1    |
| 14,8   | 60-74 ans    | 16,2   |
| 19,1   | 45-59 ans    | 18,4   |
| 19,5   | 30-44 ans    | 18,7   |
| 20,7   | 15-29 ans    | 19,1   |
| 20,2   | 0-14 ans     | 18     |

## Culture locale et patrimoine

### Lieux et monuments
- L'église Saint-Roch.
- La chapelle Notre-Dame-de-Réconciliation dite chapelle Delcambre.
- Les deux monuments aux morts de la Première Guerre mondiale.

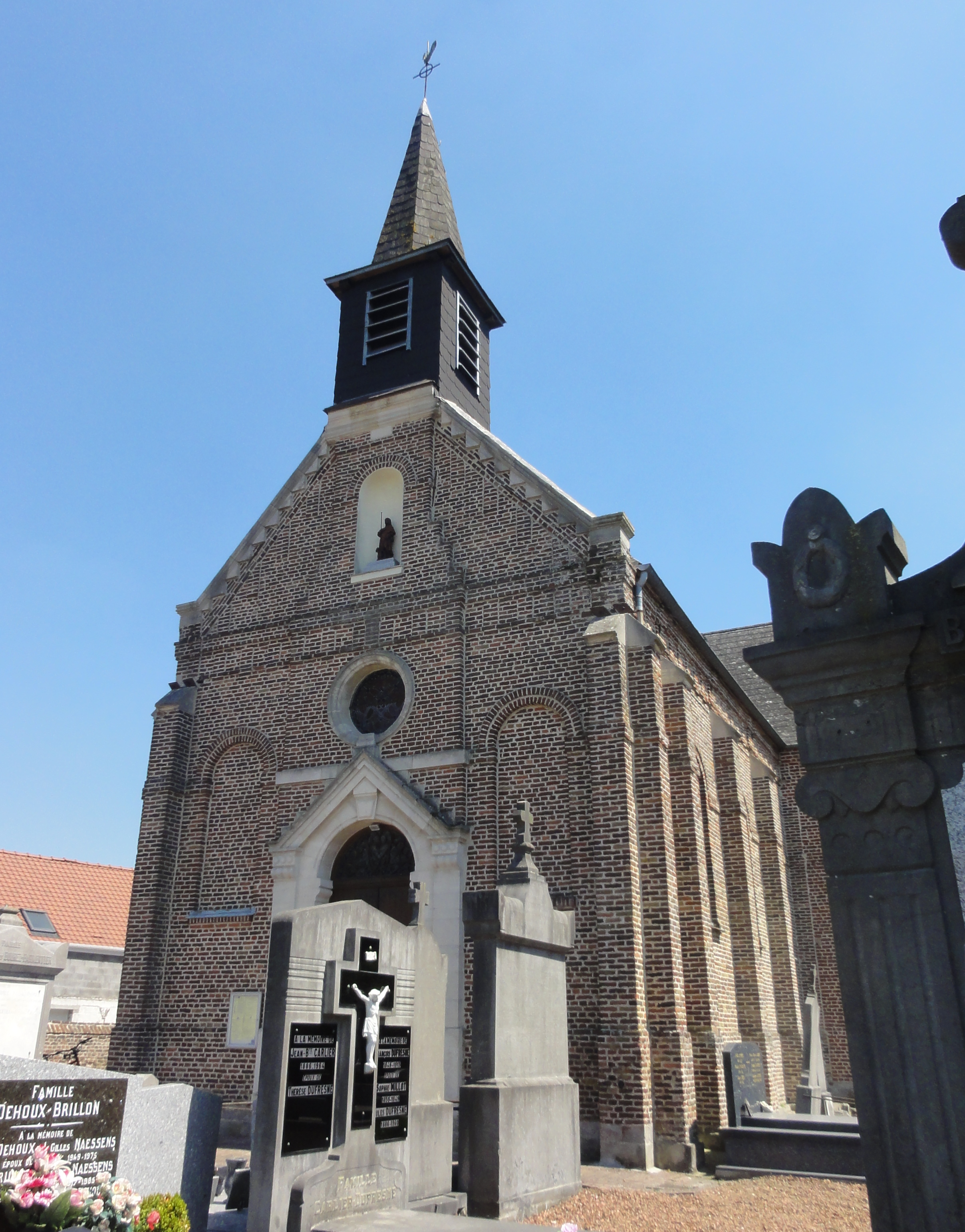
L'église Saint-Roch.
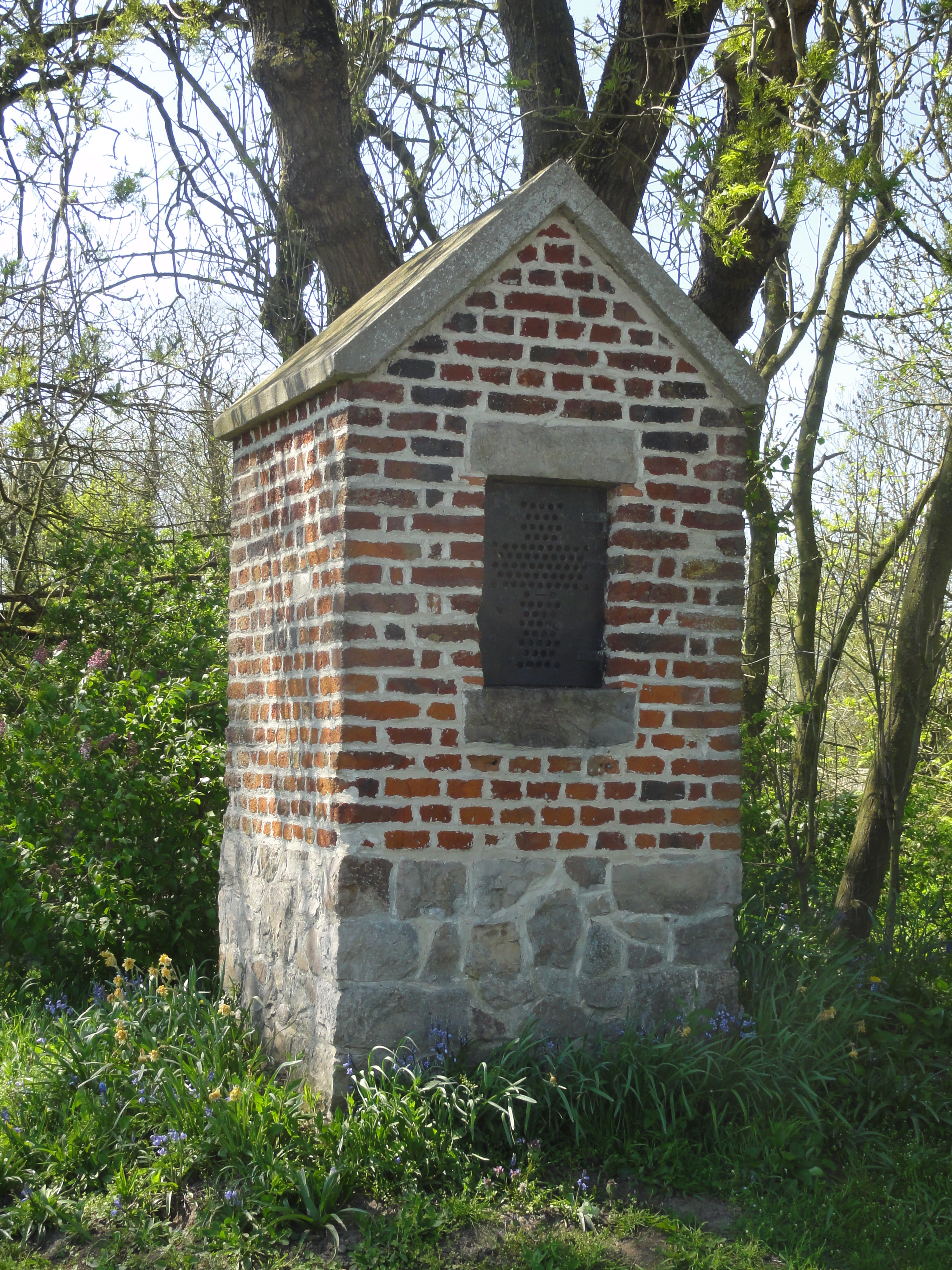
La chapelle Delcambre.
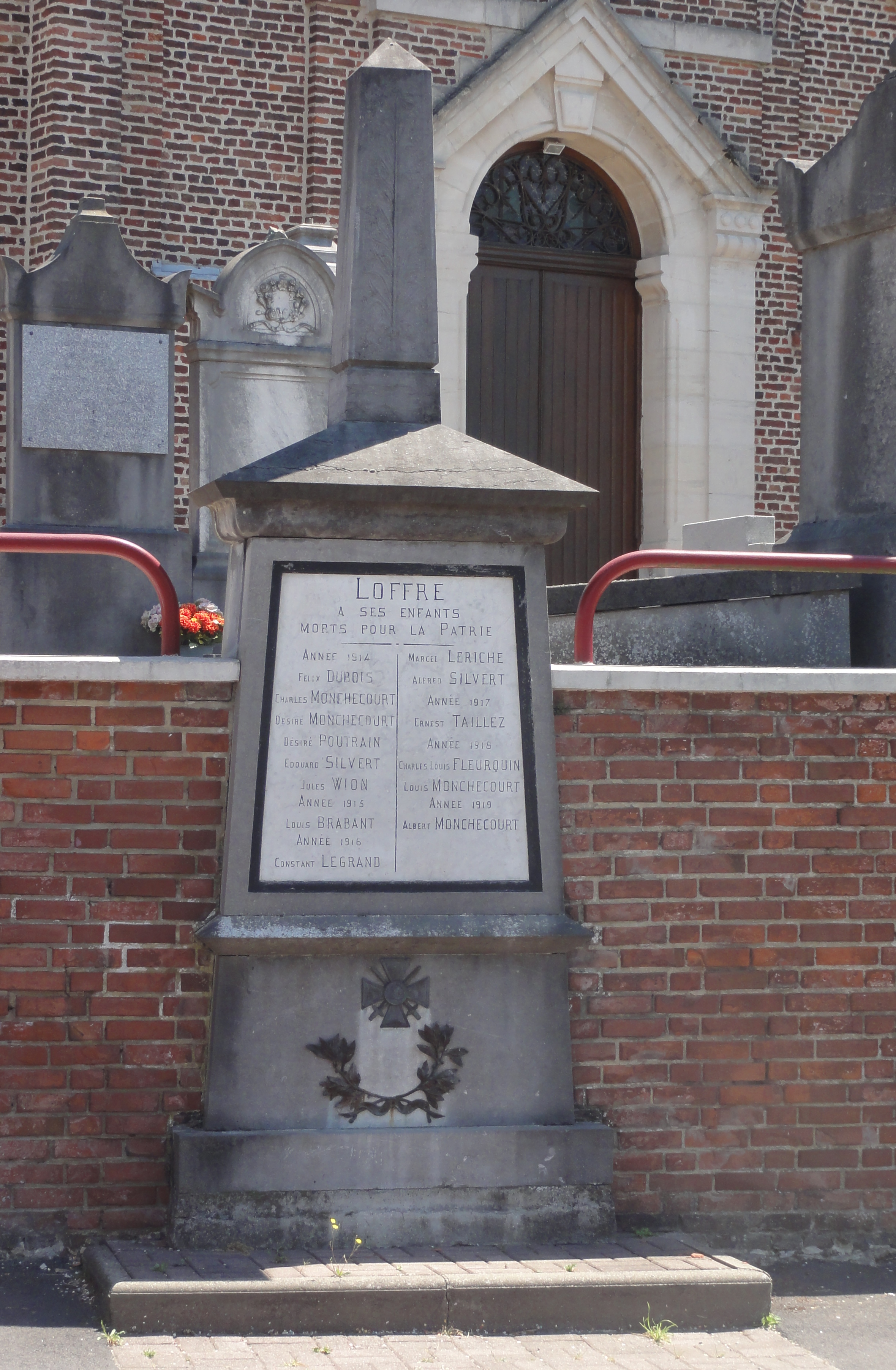
L'ancien monument aux morts.
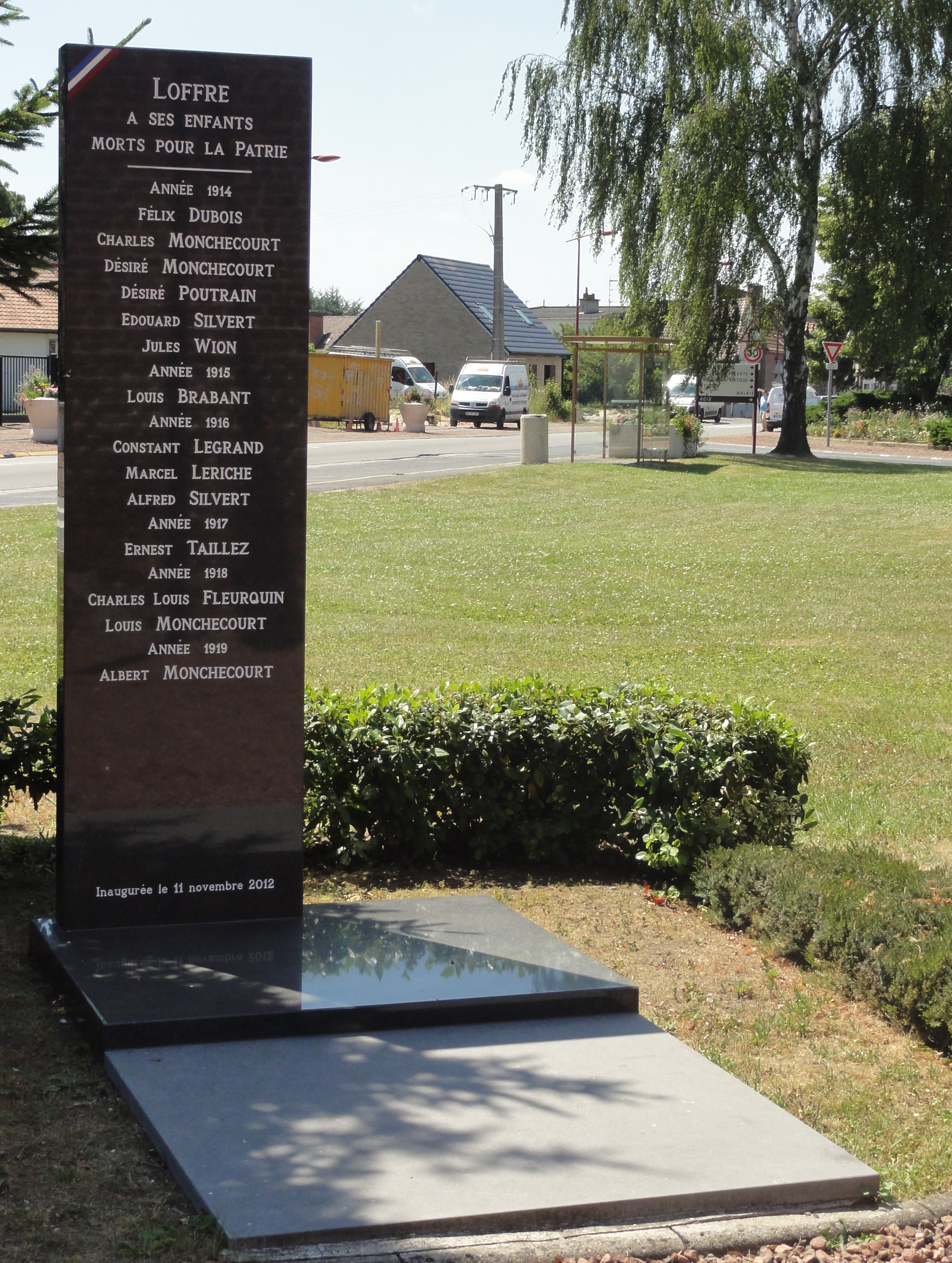
Le nouveau monument aux morts.

### Personnalités liées à la commune

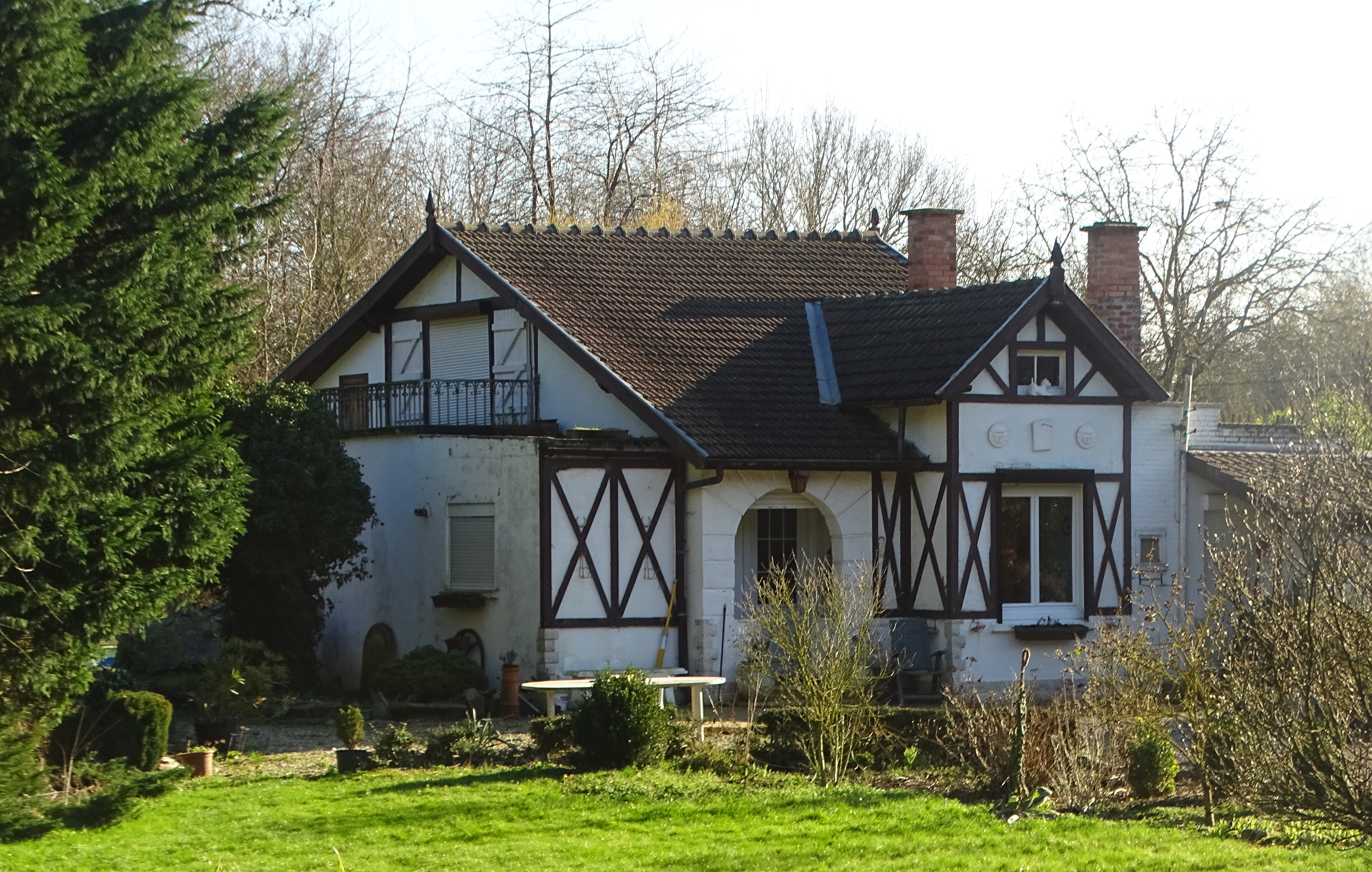
La maison du peinte Victor Hugo.

- Victor Hugo (1863-1956), peintre et décorateur —  à ne pas confondre avec l'homme de lettres éponyme  — y a vécu[38] avec sa fille Andrée Ghesquière, artistes peintres.
- Marc Silvert (1954- ), joueur de basket-ball et entraineur international de basket-ball féminin[pourquoi ?].

### Folklore
Loffre avait pour géant le moine Guillaume mais il a disparu.

### Héraldique
| Blason de Loffre | Blason  | D'azur semé de fleurs de lys d'or, au cerf d'argent passant sur le tout. |
| Blason de Loffre | Détails | Le statut officiel du blason reste à déterminer.                         |

## Pour approfondir